# Gilles Mezzomo
Gilles Mezzomo est un dessinateur français de bandes dessinées, né le 9 janvier 1958 à Mancieulles en Meurthe-et-Moselle.

## Biographie
Il a travaillé pour la SNCF. En 1991, il présente ses planches au journal de Spirou, où il adapte en bande dessinée Le Roi vert de Paul-Loup Sulitzer. En 1995, il collabore avec Denis Lapière sur Luka (paru en 1996).

## Publications
- Le Roi vert, scénario de Jean Annestay et Denis Lapière, Dupuis
  1.  Guaharibos, 1993
  2. Les Chiens noirs, 1994
  3. Charmian Page, 1994
  4. Le royaume, 1995
- Luka, scénario de Denis Lapière, Dupuis
  1. C’est toujours une histoire de femme, 1996
  2. La peur est la couleur de la mort, 1997
  3. Et j’ai la haine, 1998
  4. Vies gâchées, vies perdues, 1999
  5. Une balle dans la tête, 2000
  6. Les actrices ne font pas le printemps, 2001
  7. Lame de fond, 2002
  8. La Stratégie du crabe, 2003
  9. Une guerre de basse intensité, 2004
  10. Secret défense, 2006
- Ethan Ringler, agent fédéral, scénario de Denis-Pierre Filippi, Dupuis
  1. Tecumska, 2004
  2. Les Hommes-brume, 2005
  3. Quand viennent les ombres, 2007
  4. L’Homme qui est mort deux fois, 2008
  5. Terres d’origine, 2009
- Destins, Glénat
  1.  Déshonneurs, scénario de Kris, 2010
- Nouveau Monde, scénario de Denis-Pierre Filippi, Glénat
  1. Emie, 2010
  2. La Vallée perdue, 2011
  3. Les Déserteurs, 2012
- Mexicana, scénario de Matz et Mars, 3 tomes, Glénat, 2013-2014
- Géricault, scénario de Frank Giroud, Glénat, collection Les Grands Peintres, 2016
- Le vétéran, scénario de Frank Giroud, 2 tomes, Glénat, 2017
- Les Maîtres des Îles, scénario de Stéphane Piatzszek, Glénat
  1. Aux vents des Antilles : Martinique 1846, 2019
  2. Martinique 1847, 2020
  3. Saint-Pierre, Martinique, 1848, 2021